# Lammert-Reese
Die Lammert + Reese GmbH & Co. KG ist Betreiber eines Kieswerks in Bodenwerder. Das früher Lammert und Dötzer genannte Unternehmen wurde 2013 von der Unternehmensgruppe WRM-Reese übernommen. Außerdem übernahm das Unternehmen im März 2015 den Abschnitt von Kilometer 32,520 (in Emmerthal) bis Kilometer 19,391 (Bodenwerder-Kemnade) der Bahnstrecke Emmerthal–Vorwohle, den es nun als öffentliches Eisenbahninfrastrukturunternehmen betreibt.